# Waubert de Puiseau

Nederlands geslachtswapen (1816)

Waubert de Puiseau is een uit Pithon afkomstige, later Nederlandse familie waarvan leden vanaf 1816 tot de Nederlandse adel behoren en welke Nederlandse adellijke tak in 1915 uitstierf.

## Geschiedenis
De stamreeks begint met Jehan Waubert, medeheer van Waubert die gegoed was te Pithon en voor 1554 overleed. zijn nazaat Louis Marie Adelaïde (de) Waubert de Puiseau (1774-1848) trok naar Nederland, werd directeur belastingen te Sneek, kostschoolhouder te Leeuwarden en vanaf 1825 lid van de Ridderschap van Friesland.
Bij Koninklijk besluit van 8 juli 1816 werd Louis Marie Adelaïde (de) Waubert de Puiseau (1774-1848) erkend te behoren tot de Nederlandse adel. Hij en zijn zoon Jean Louis Theodore werden in 1825 benoemd in de ridderschap. In zijn verzoekschrift om adelserkenning van 27 januari 1816 betoogde hij overigens dat zijn voorgeslacht van oude adel was en terug te voeren was tot de 14e eeuw hetgeen dus als onbewezen moet worden beschouwd; adeldom staat wel vast daar zijn grootvader in 1756 werd benoemd tot koninklijk secretaris.
Met een dochter van de laatste stierf het geslacht in 1915 uit. De naam leefde nog voort daar de laatste mannelijke telg, jhr. dr. Daniel Hermannus Waubert de Puiseau (1837-1914), een buitenechtelijke zoon van zijn derde echtgenote Katharina Freitag (1868-[tussen 1940 en 1945]), de in Mainz wonende advocaat Jakob Friedrich Waubert de Puiseau (1894-?), op 29 januari 1914 toestemming verleende zijn geslachtsnaam te veranderen in Waubert de Puiseau.